# ラ・チ・ダレム変奏曲
ラ・チ・ダレム変奏曲（ラ・チ・ダレムへんそうきょく）、正式にはモーツァルトの「ドン・ジョヴァンニ」の『お手をどうぞ』による変奏曲（Variations sur "La ci darem la mano" de "Don juan" de Mozart）変ロ長調 作品2はフレデリック・ショパンが作曲した音楽作品。

## 成立
完成は1827年、ショパン17歳の意欲作であり、ユゼフ・エルスネルの指導のもとで作曲者が書いた初めての管弦楽付き作品である。友人のティトゥス・ヴォイチェホフスキに献呈された。
2年後の1829年8月11日、ウィーンのケルトナー劇場でのウィーンデビューコンサートにおいて作曲者のピアノ独奏により初演され、翌1830年に出版された。この作品は初演後瞬く間に人気となり、この作品を知ったロベルト・シューマンが、自らが編集する『新音楽時報』の1831年12月7日号で「諸君、帽子を脱ぎたまえ! 天才だ」と絶賛したことは有名である。もっとも、ショパン自身はシューマンのあまりに文学的な批評に困惑し、「このドイツ人の空想には死ぬほど笑わされた」とヴォイチェホフスキへの手紙（1831年12月12日付）で語っている。
この曲も、ほかのフレデリック・ショパンのピアノとオーケストラのための作品と同様に管弦楽部分の拙劣さが指摘され、管弦楽を抜いた独奏ピアノのみのヴァージョンが出版されている。ただし、これはショパンの本意ではない。

## 編成
フルート2、オーボエ2、クラリネット2、ファゴット2、ホルン2、ティンパニ（2台）、独奏ピアノ、弦楽五部

## 曲の構成
序奏と6つの変奏、コーダからなる。主題は、当時から人気であったモーツァルトのオペラ『ドン・ジョヴァンニ』第1幕第3場のドン・ジョヴァンニとツェルリーナの二重唱「お手をどうぞ」（La ci darem la mano）から採られている。
序奏部（Largo）は、チェロに主題の冒頭の動機が示されて始まり、弦楽五部でそれを模倣した後、独奏ピアノが穏やかに登場する。独奏ピアノは華麗に技巧的に装飾され、音楽は転調を繰り返しながらやがてPoco piu mossoとなり、高揚する。そしてピアノのカデンツァのあと、変奏主題がピアノ独奏で奏される。途中から管弦楽の伴奏が付く。主題のあと、管弦楽が合いの手を入れるが、これは各変奏後に現れるもので、この変奏曲の注目すべき点であり、各変奏を管弦楽のリトルネロがつなぐという独自の形式をとっている。
第1変奏（Brillante）は3連符を用い、第2変奏（Veloce, ma accuratamente「急速に、ただし慎重に」）は32分音符がユニゾンで駆け回り、弦楽器のピチカートが伴奏する。第3変奏（Sempre sostenuto）ではピアノのみの変奏で左手が細やかに動き回る。第4変奏（Con bravura）は跳躍音型による。このあとのリトルネロで音楽は展開を見せ、Adagioの第5変奏に続く。このAdagioは変ロ短調をとっており、曲中で最もショパンの才能が発揮された変奏といってよいものである。ここでは主題は自由に扱われ、ピアノが高音部から低音部まで、山型の線を描くように、緩やかに自由に動く。途中に現れるティンパニのソロも印象的である。曲はピアノによる経過句を経て、第6変奏“Alla Polacca”に続く。曲は3/4拍子に転じ、ポロネーズとなる。ここではピアノと管弦楽が協奏しながら華やかに進行し、晴れやかな気分のまま全曲を閉じる（シューマンは上記の批評で、この部分は『ドン・ジョヴァンニ』の最後の場面そのもの、と評している）。

## 他の作曲家の同主題による変奏曲
「お手をどうぞ」は、ショパンの他にも数々の作曲家たちの創作意欲に働きかけ、様々な変奏曲を生んだ。
- ベートーヴェンは、既に1795年頃に変奏曲を作曲している（オーボエ2、イングリッシュホルンのための「12の変奏曲」WoO28）。
- パガニーニもギターのために、この主題による小変奏曲を残している。
- 最も有名なのはリストで、1841年にピアノ変奏曲『「ドン・ジョヴァンニ」の回想』の中で、第2主題に「お手をどうぞ」を使っている。
- ビゼーもこの主題による変奏曲を構想していたようで、主題をピアノ曲に転譜したものを残している。